# Алексеев, Владимир Павлович (инженер)
Влади́мир Па́влович Алексе́ев (9 сентября 1914, Витебск, Витебская губерния, Российская империя ― 19 октября 2000, Йошкар-Ола, Марий Эл, Россия) — советский деятель промышленности, инженер-конструктор. Главный инженер Марийского машиностроительного завода (1951―1969), главный инженер Производственного объединения «Марийский машиностроитель» (1969―1977). Лауреат Государственной премии СССР (1971). Кавалер ордена Ленина (1971). Заслуженный деятель науки и техники Марийской АССР (1960). Член КПСС с 1944 года.

## Биография
Родился 9 сентября 1914 года в Витебске (ныне Белоруссия). В 1944 году окончил Уральский индустриальный институт.
В 1944 году принят в КПСС. В 1950 году окончил Всесоюзную промышленную академию[уточнить]. Трудовую деятельность начал на Ижевском мотозаводе руководителем группы. В 1951 году с должности главного технолога переведён на Марийский машиностроительный завод в Йошкар-Оле, где до 1969 года был главным инженером. В 1969―1977 годах работал главным инженером ПО «Марийский машиностроитель». Под его непосредственным руководством здесь был осуществлён ряд опытно-конструкторских работ, впоследствии освоенных на производстве. Является одним из авторов радиолокационных комплексов и систем для Вооружённых Сил СССР.
За вклад в развитие промышленности награждён орденом «Знак Почёта» (трижды), орденом Ленина, Почётной грамотой Президиума Верховного Совета Марийской АССР. В 1960 году ему присвоено почётное звание «Заслуженный деятель науки и техники Марийской АССР». В 1971 году стал лауреатом Государственной премии СССР.

## Звания и награды
- Государственная премия СССР (1971)[1][2]
- Орден Ленина (1971)[1][2]
- Орден «Знак Почёта» (1944, 1958, 1962)[1][2]
- Юбилейная медаль «За доблестный труд. В ознаменование 100-летия со дня рождения Владимира Ильича Ленина»
- Заслуженный деятель науки и техники Марийской АССР (1960)[1][2]
- Почётная грамота Президиума Верховного Совета Марийской АССР (1974)[1][2]